# Гра на основі плиток

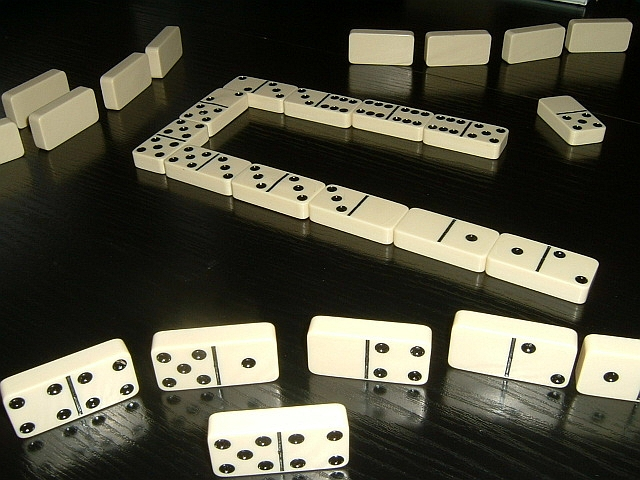
Гра у доміно

Гра на основі плиток — це гра, в якій основними ігровими матеріалами є карти, картки або більш тверді плитки, які зазвичай розкладаються на попередньо порожньому столі.

## Історія
Найдавніші джерела про класичну гру на основі плиток Доміно вказують на те, що вона виникла в Китаї приблизно 300 років до нашої ери. До цієї категорії також належать ігри на основі плиток з літерами та малюнками. Якщо враховувати мозаїку як гру, то її виникнення можна датувати навіть на 4000 років назад.

## Мета
Усі ігри на основі плиток мають спільну мету — досягти ігрової цілі через розкладання, будь то естетична або стратегічна. Зазвичай розкладені частини не повертаються або не видаляються, а якщо це і відбувається, то ігрова ціль не змінюється.
Усі ігри на основі плиток відзначаються оглядовістю та зазвичай гарною помітністю, оскільки вони майже завжди позначені символами, точками або цифрами. У деяких іграх ігрові камені настільки товсті, що їх можна ставити на стіл, щоб інший гравець їх не бачив. Для цієї мети іноді використовуються маленькі лавки, де вони впорядковуються і сортуються.
Розкладання зазвичай здійснюється за заданими правилами в рядах, послідовностях, секвенціях або за попередньо накресленими малюнками. Для багатьох варіантів тепер існують також подорожні версії, що дозволяє легко транспортувати їх. Розкладання на столі або підлозі зазвичай не викликає проблем з простором. Іноді ігри на основі плиток і карткові ігри важко відрізнити за змістом. Вирішальним має бути розкладання, яке дає підставу для класифікації.

## Розрізнення

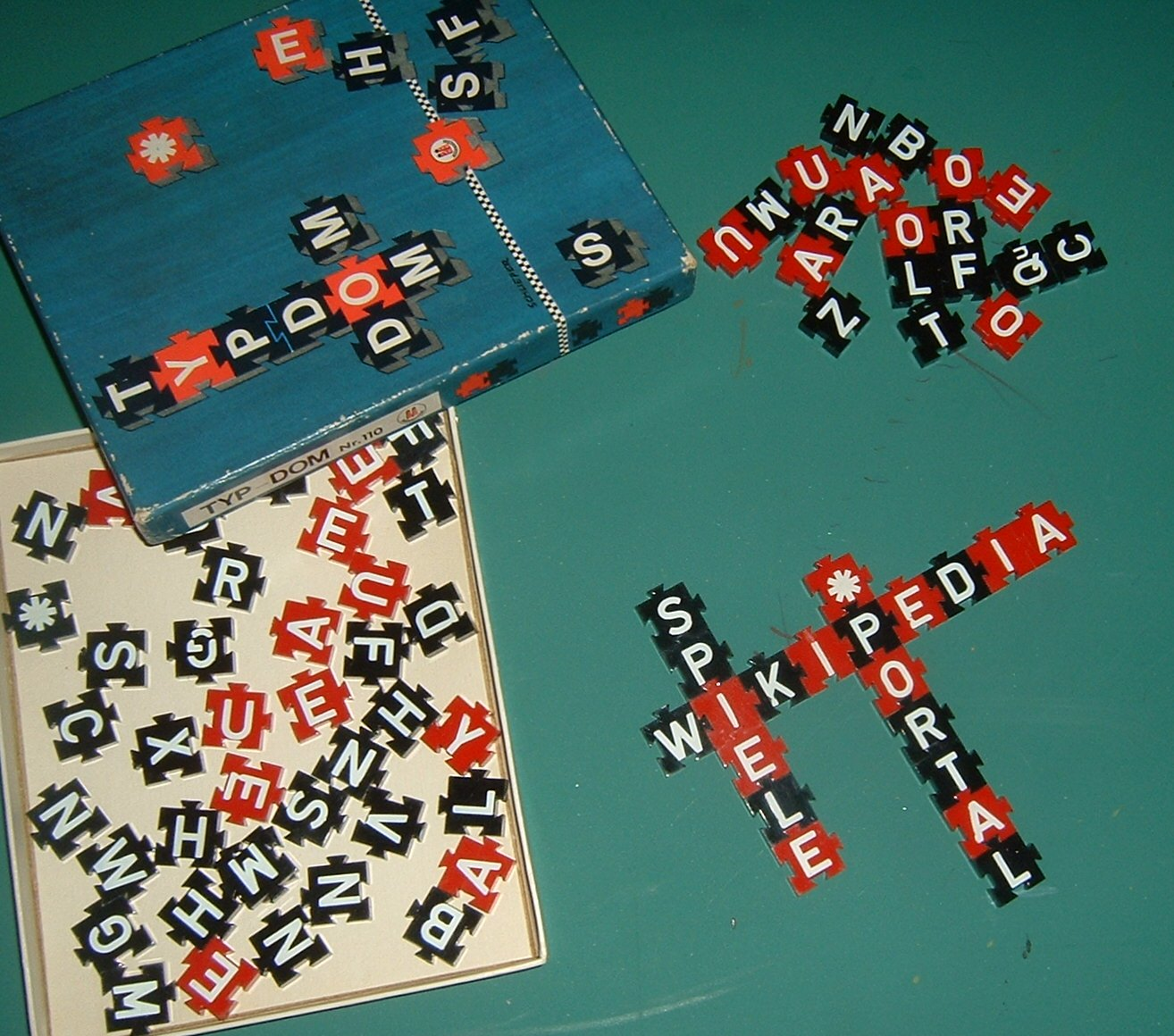
Гра з розкладанням літер Type-Dom 1930 року

Erwin Glonnegger з німецького ігрового архіву в Марбурзі у своїй класифікації розрізняє сім категорій ігор на основі плиток:
- Ігри з розкладанням символів: До них належать доміно, доміно з малюнками (для дітей)
- Ігри з розкладанням літер: Тут насамперед варто згадати всі види кросвордів та їхні варіанти, такі як Typ-Dom від Franz Weigl 1930 року, Diamino від Madeleine Janssens 1935 року та Scrabble 1938 року.
- Ігри з розкладанням цифр: Руммікуб і рахункове доміно є відомими представниками цього типу ігор на основі плиток.
- Тактичні ігри на основі плиток: До них належать не лише Mah-Jongg, Maestro та Ogallala, а й Café International, Раммі, Канаста та Elfer raus!
- Лотоігри використовуються як ігри на основі плиток переважно в дитячій сфері як лото з малюнками.
- Ігри з розкладанням фігур такі як Танграм або Т-пазл
- Ігри з розкладанням картинок представлені в пазлах, таких як Häschenspiel та інших.

Частково ігри на основі плиток зустрічаються у кількох ігрових типах. Вони часто поєднуються з мисленнєвими іграми або азартними іграми.

## Традиційні
- Анаграми
- Китайське доміно
- Доміно
- Хорол
- Маджонг

## Комерційні
- Okey
- Quad-Ominos
- Qwirkle
- Румікуб
- Scrabble

## Використання нестандартних плиток
- Bendomino
- Блокус
- Gheos
- Heroscape
- Hive
- Tantrix
- Triominos

## Настільні ігри
- Alhambra
- Azul
- Betrayal at House on the Hill
- Botanicus
- Каркасон
- Domineering
- Живий ліс
- Доміношне королівство
- Драгоміно
- Dorfromantik
- Fjords
- Forbidden Island
- Galaxy Trucker
- Gold Mine
- Rallyman: GT
- Колонізатори
- My City
- Tsuro
- Tsuro Of The Seas
- Wacky Wacky West
- Zombies!!!